# Pheleuscelus itaitubensis
Pheleuscelus itaitubensis es una especie de coleóptero de la familia Attelabidae.

## Distribución geográfica
Habita en Brasil.